# Böbingen (Pfalz)

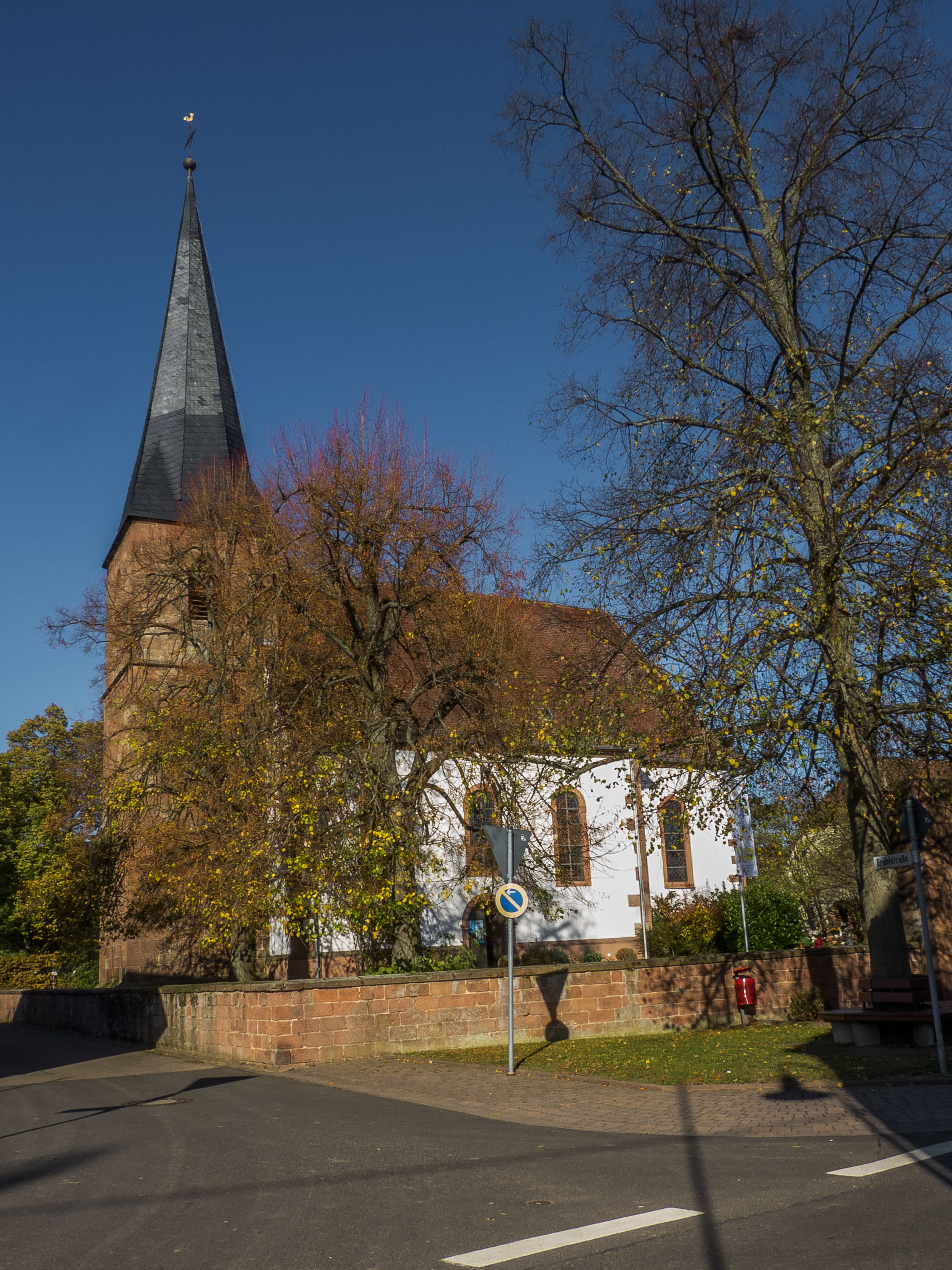
Katholische Kirche

Böbingen ist eine Ortsgemeinde im Landkreis Südliche Weinstraße in Rheinland-Pfalz. Sie gehört der Verbandsgemeinde Edenkoben an.

## Geographie
Die Gemeinde liegt 9 km östlich von Edenkoben in der Rheinebene zwischen dem Pfälzerwald und dem Rhein im sogenannten Gäu.
Nördlich der Wohnbebauung fließt von West nach Ost der gut 20 km lange Triefenbach. Dieser entspringt westlich von Edenkoben im Pfälzerwald und mündet etwa 6 km unterhalb von Böbingen von rechts in den Kropsbach, einen rechten Zufluss des Speyerbachs. Die westliche Waldexklave wird im Westen durch den Kohlbach begrenzt.
Nachbargemeinden Böbingens sind im Uhrzeigersinn im Norden die Neustadter Ortsteile Duttweiler und Geinsheim, dann die Ortsgemeinden Gommersheim, Freisbach, Freimersheim und Altdorf.

## Geschichte
Im Lorscher Codex wurde Böbingen erstmals 772 als Bilingen genannt. Im 15. Jahrhundert kam das Dorf zur Kurpfalz, innerhalb derer es dem Oberamt Germersheim sowie der Stadt und Fauthei Germersheim unterstand. In der heutigen Schreibweise erschien der Ortsname 1586, nachdem er davor auch Bobingin, Bebingen und Bibingen gelautet hatte.
Nach dem Rückgang der Bevölkerung wegen des Dreißigjährigen Kriegs siedelten sich nach 1650 viele Neubürger aus der Schweiz an.
Von 1798 bis 1814, als die Pfalz Teil der Französischen Republik (bis 1804) und anschließend Teil des Napoleonischen Kaiserreichs war, war Böbingen in den Kanton Edenkoben eingegliedert und war Sitz einer Mairie, die später ins benachbarte Freimersheim verlegt wurde. 1815 wurde er Österreich zugeschlagen. Bereits ein Jahr später wechselte der Ort wie die gesamte Pfalz in das Königreich Bayern. Von 1818 bis 1862 gehörte die Gemeinde dem Landkommissariat Landau an; aus diesem ging das Bezirksamt Landau  hervor.
Ab 1939 war der Ort Bestandteil des Landkreises Landau in der Pfalz. Nach dem Zweiten Weltkrieg wurde Böbingen innerhalb der französischen Besatzungszone Teil des damals neu gebildeten Landes Rheinland-Pfalz. Im Zuge der ersten rheinland-pfälzischen Verwaltungsreform wechselte die Gemeinde  am 7. Juni 1969 in den neu geschaffenen Landkreis Landau-Bad Bergzabern, der 1978 in Landkreis Südliche Weinstraße umbenannt wurde. 1972 wurde Böbingen der ebenfalls neu gebildeten Verbandsgemeinde Edenkoben zugeordnet.
2001 feierte die Ortsgemeinde ihr 1225-jähriges Jubiläum.

## Bevölkerung

### Einwohnerentwicklung
| Jahr      | 1815 | 1835 | 1991 | 2004 | 2012 | 2016 | 2018 |
| Einwohner | 455  | 558  | 451  | 684  | 769  | 820  | 797  |

### Religion
2012 waren 48,8 % der Einwohner evangelisch und 30,1 % katholisch. Die übrigen gehörten einer anderen Religion an oder waren konfessionslos. Die Evangelischen gehören zur Protestantischen Landeskirche der Pfalz, die Katholiken gehören zum Bistum Speyer.

## Politik

### Gemeinderat
Der Gemeinderat in Böbingen besteht aus zwölf Ratsmitgliedern, die bei der Kommunalwahl am 9. Juni 2024 in einer Mehrheitswahl gewählt wurden, und dem ehrenamtlichen Ortsbürgermeister als Vorsitzendem.

### Bürgermeister
Der Polizeibeamte Stefan Werner wurde im September 2016 mit 95,3 % der Stimmen zum neuen Ortsbürgermeister gewählt. Bei der Direktwahl am 26. Mai 2019 wurde er mit einem Stimmenanteil von 92,22 % für weitere fünf Jahre in seinem Amt bestätigt. Bei der Direktwahl am 9. Juni 2024 wurde er ohne Gegenkandidat mit 81,9 % der Stimmen erneut wiedergewählt.
Werners Vorgänger waren der aus gesundheitlichen Gründen Ende Mai 2016 zurückgetretene Sebastian Renner und bis 2014 Gerhard Pulg.

### Wappen
Die Beschreibung des Wappens lautet: „Von Rot und Gold gespalten, rechts eine vierfüßige goldene Bank, links ein roter Gänsefuß“. Es wurde 1953 vom Mainzer Innenministerium genehmigt und geht zurück auf ein Gerichtssiegel aus dem Jahr 1624.

### Partnergemeinde
Eine Partnerschaft besteht mit der einstigen Gemeinde Rudersdorf in Thüringen, die mittlerweile ein Ortsteil von Buttstädt ist.

## Kultur und Sehenswürdigkeiten

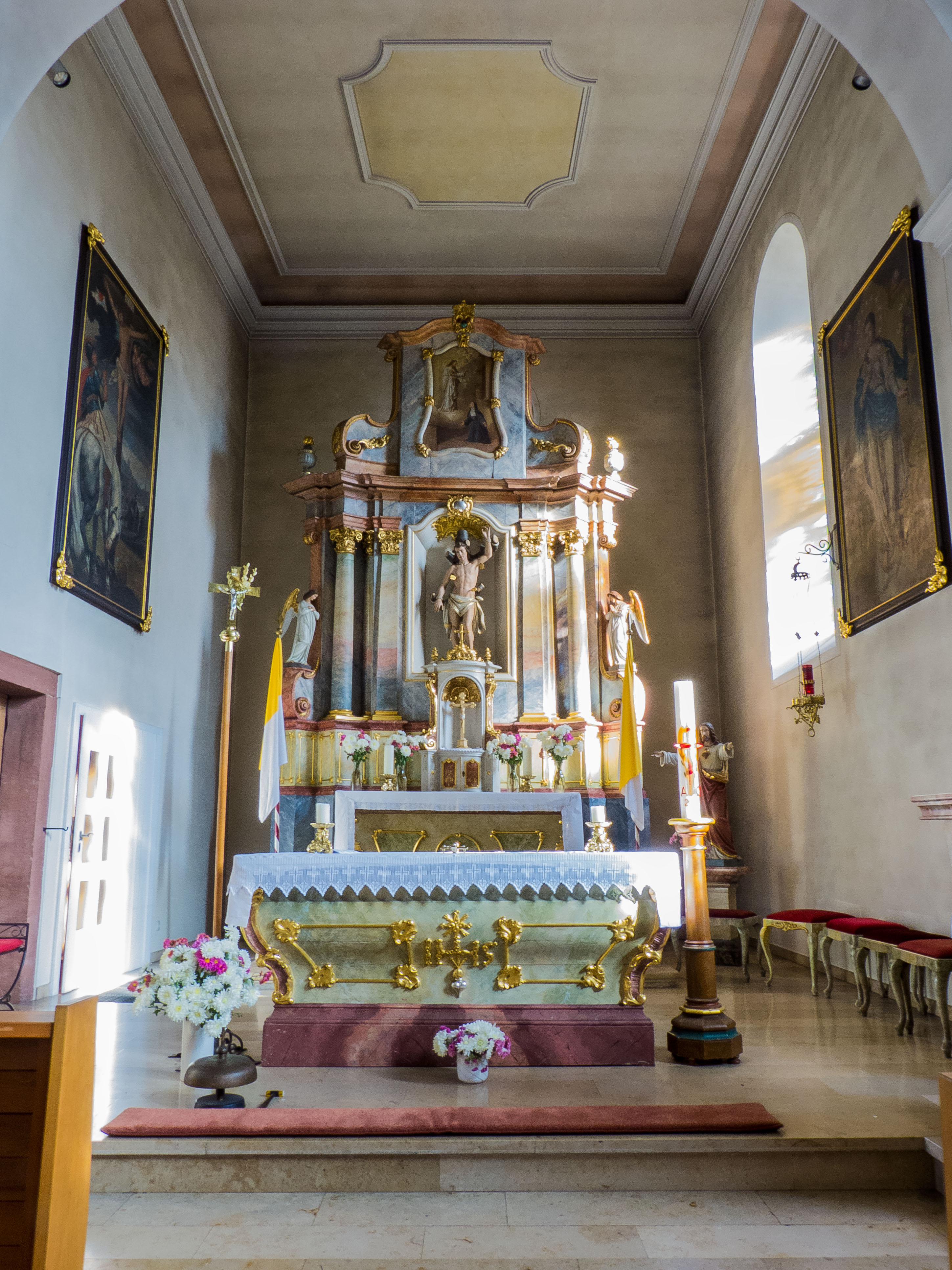
Altar der katholischen Kirche
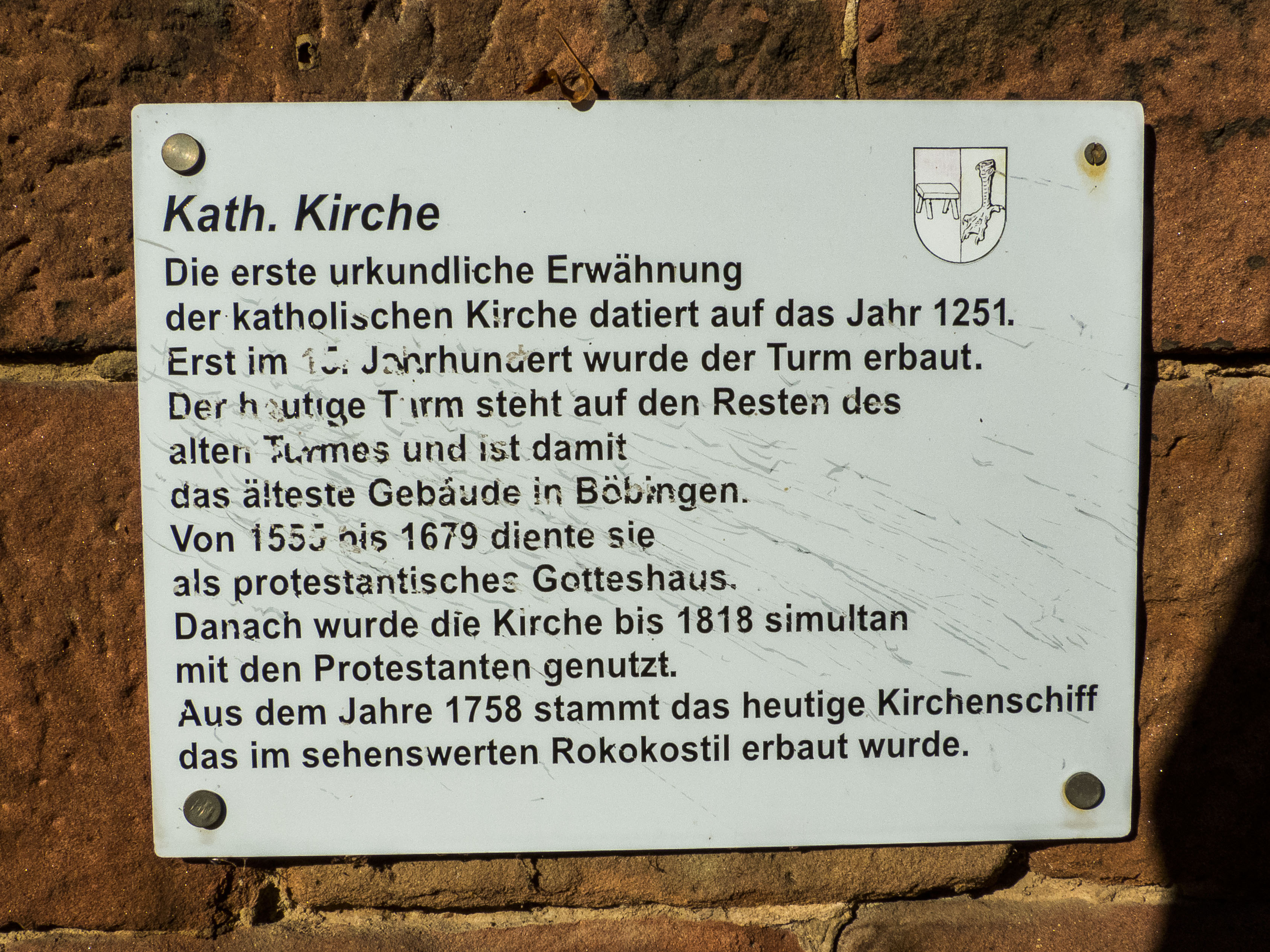
Informationstafel an der katholischen Kirche
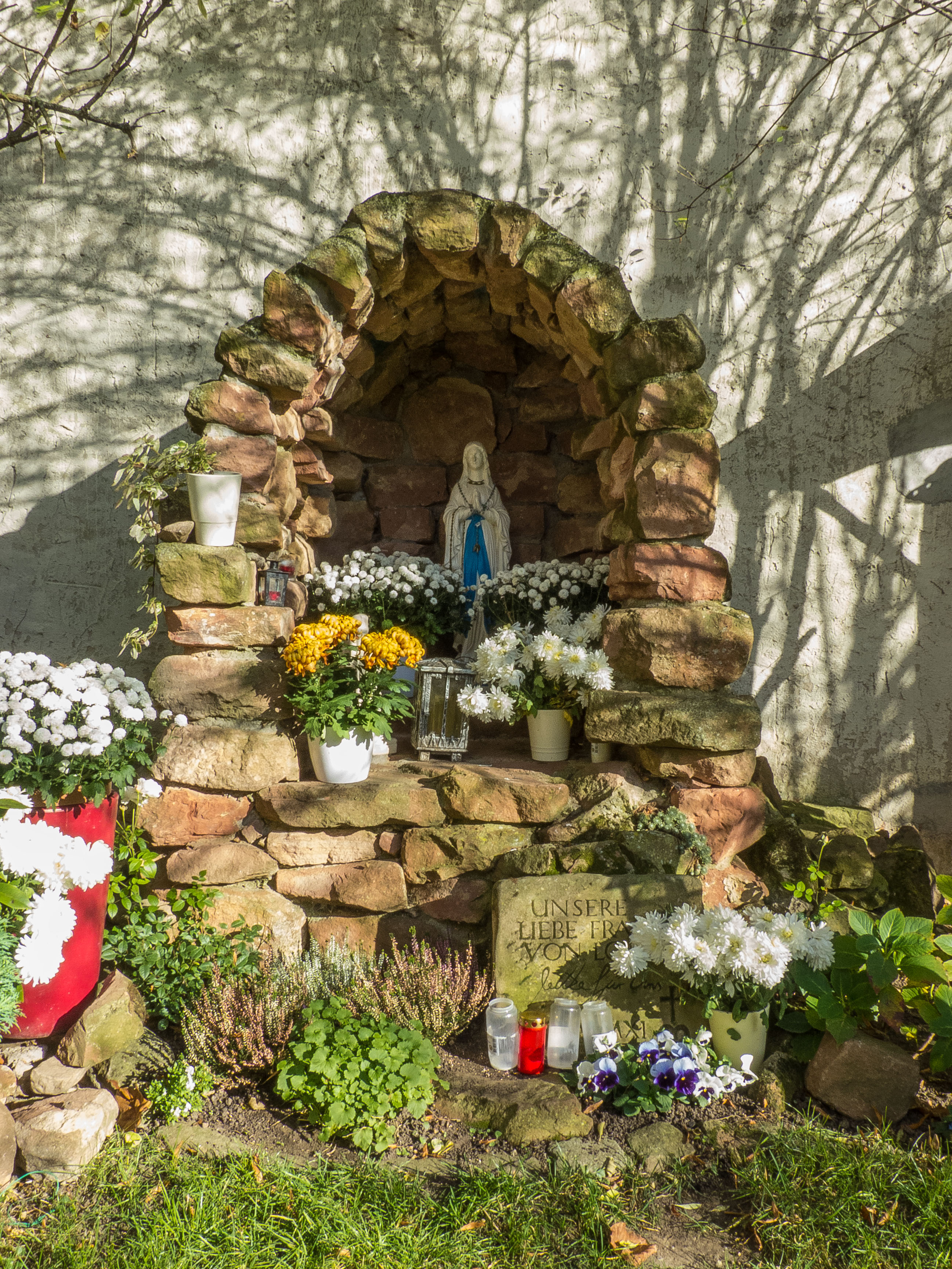
Mariengrotte
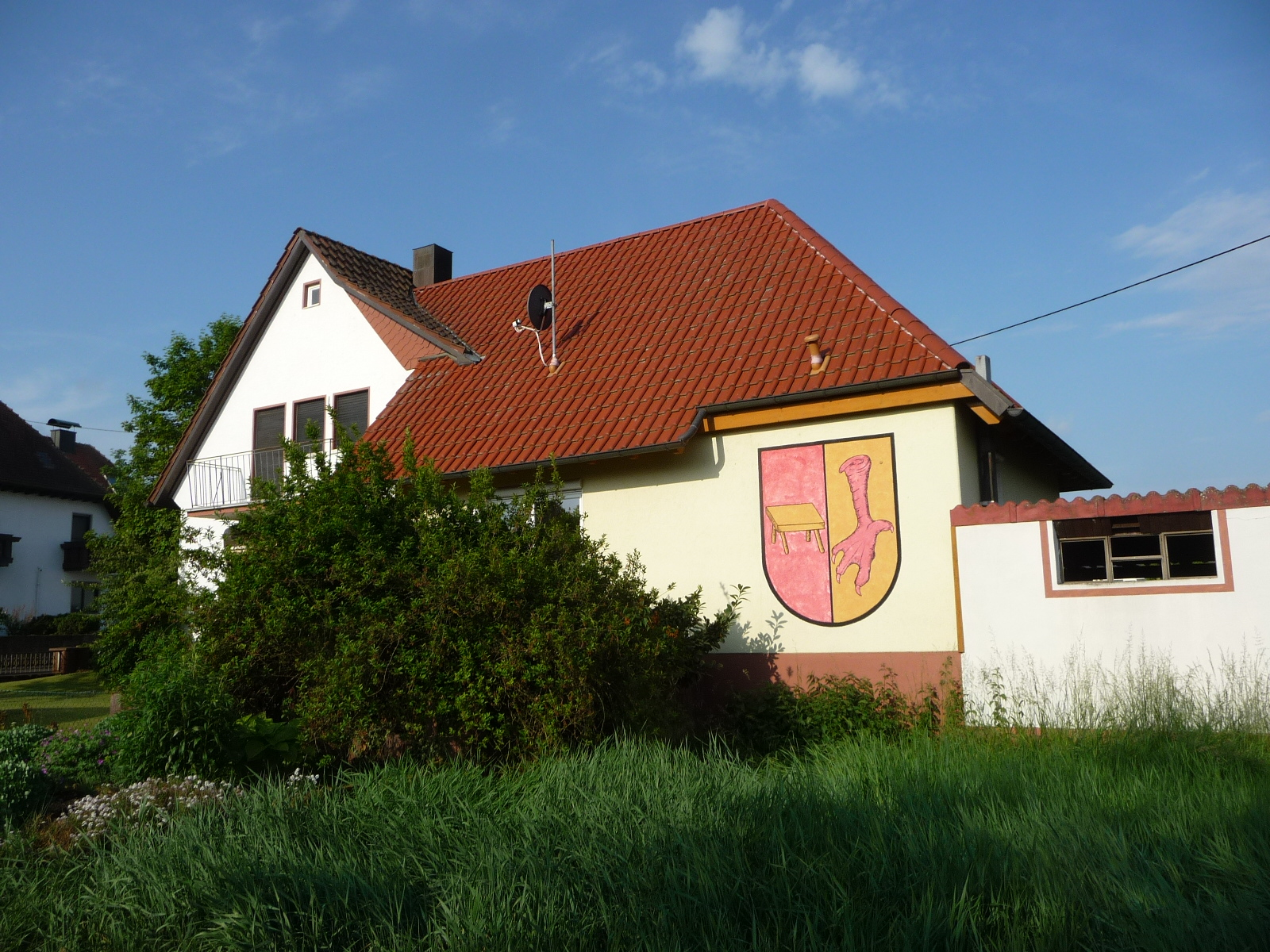
Haus mit Ortswappen
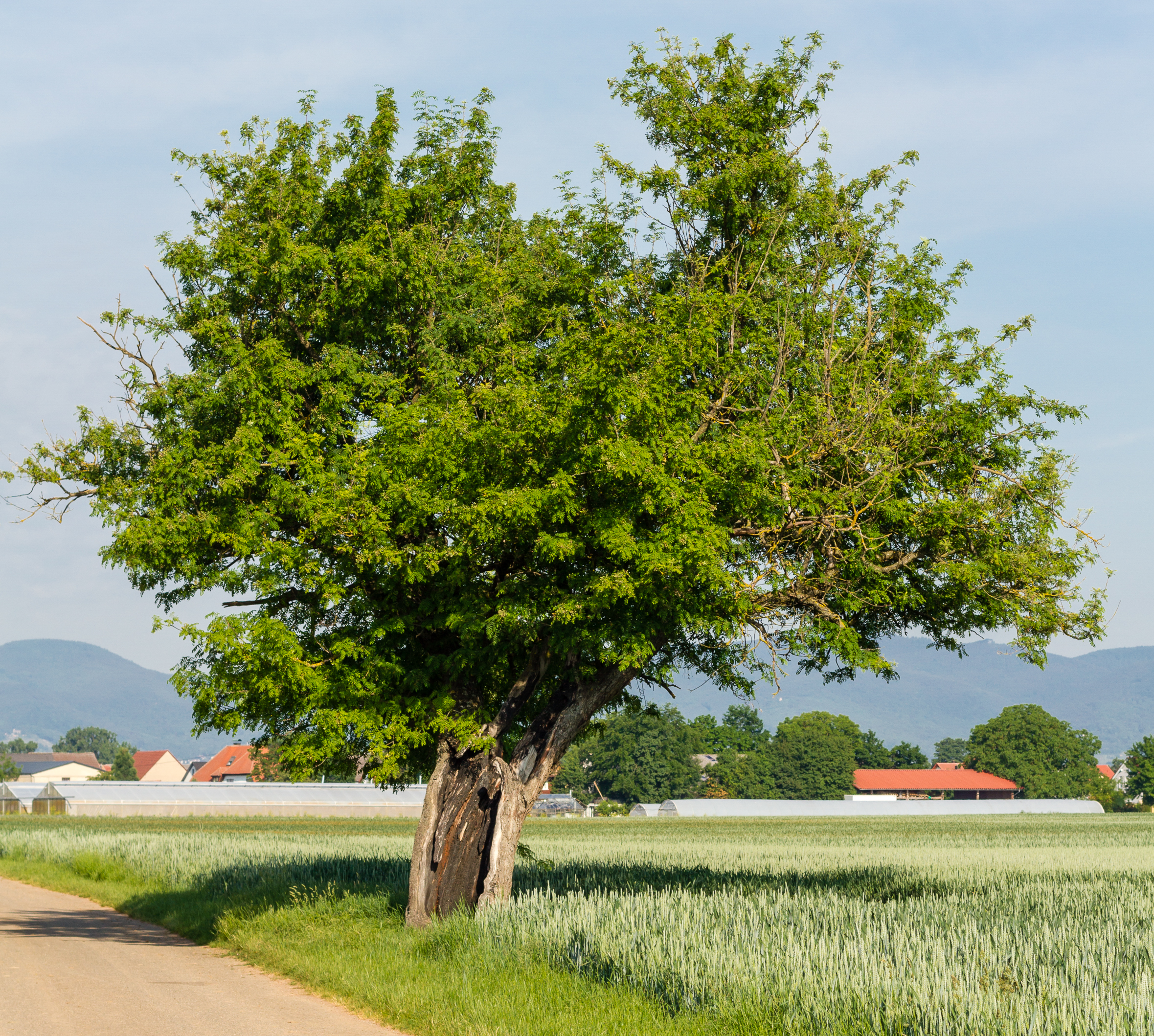
Naturdenkmal Speierling (Sorbus domestica)
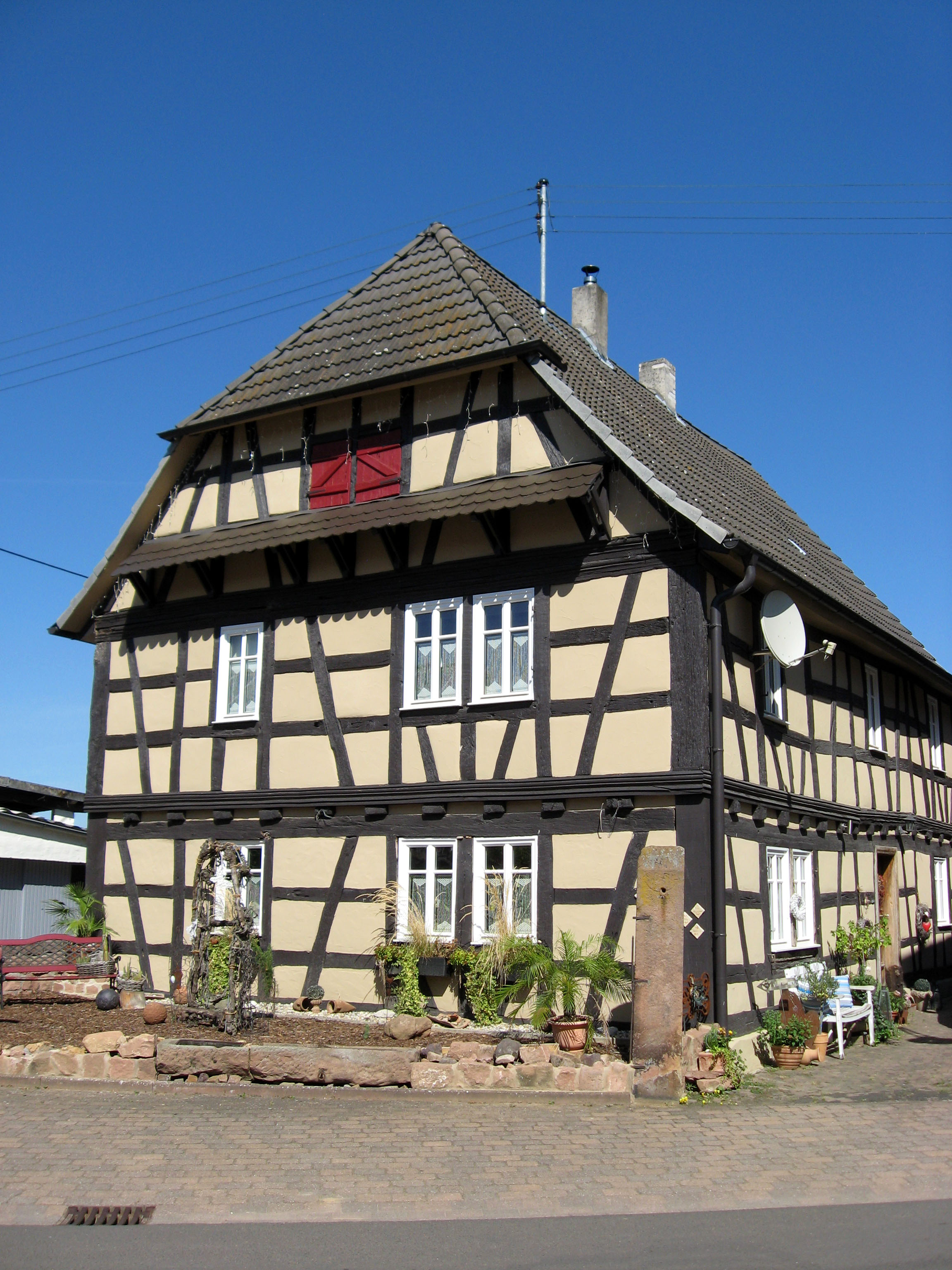
Fachwerkhaus Hauptstr. 108
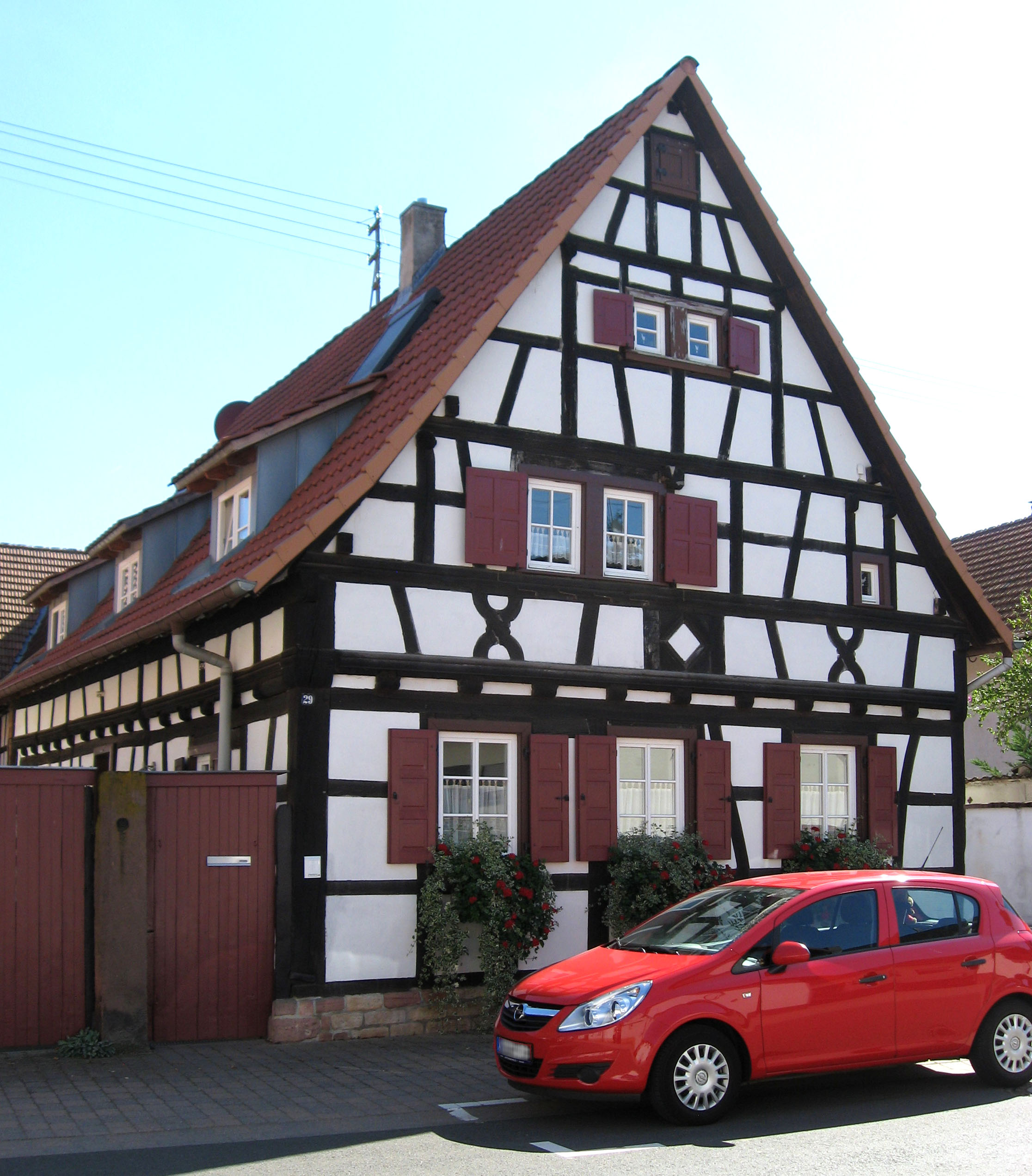
Fachwerkhaus Hauptstr. 29

### Kulturdenkmäler
Vor Ort gibt es insgesamt zehn Objekte, die unter Denkmalschutz stehen.

### Natur
Die beiden Waldexklaven liegen im Naturpark Pfälzerwald, der wiederum zum Biosphärenreservat Pfälzerwald-Vosges du Nord gehört. Ein Speierling im Osten der Gemarkung ist vor Ort das einzige Naturdenkmal.

## Wirtschaft und Infrastruktur

### Wirtschaft
Böbingen ist ein Winzerort und als solcher Teil des Weinanbaugebiets Pfalz. Vor Ort befindet sich die Einzellage Ortelberg (46,7 ha). Diese gehört zur Großlage Trappenberg im Bereich Südliche Weinstraße des Weinanbaugebietes Pfalz. Im Zuge der Haingeraide war Böbingen an der sogenannten vierten Haingeraide beteiligt, die in der frühen Neuzeit aufgelöst und deren größter Teil der Stadt Edenkoben unterstellt wurde. Eine Hohlglasfabrik mit 60 Arbeitsplätzen wurde 1893 eröffnet, fünf Jahre später jedoch wieder geschlossen.

### Verkehr

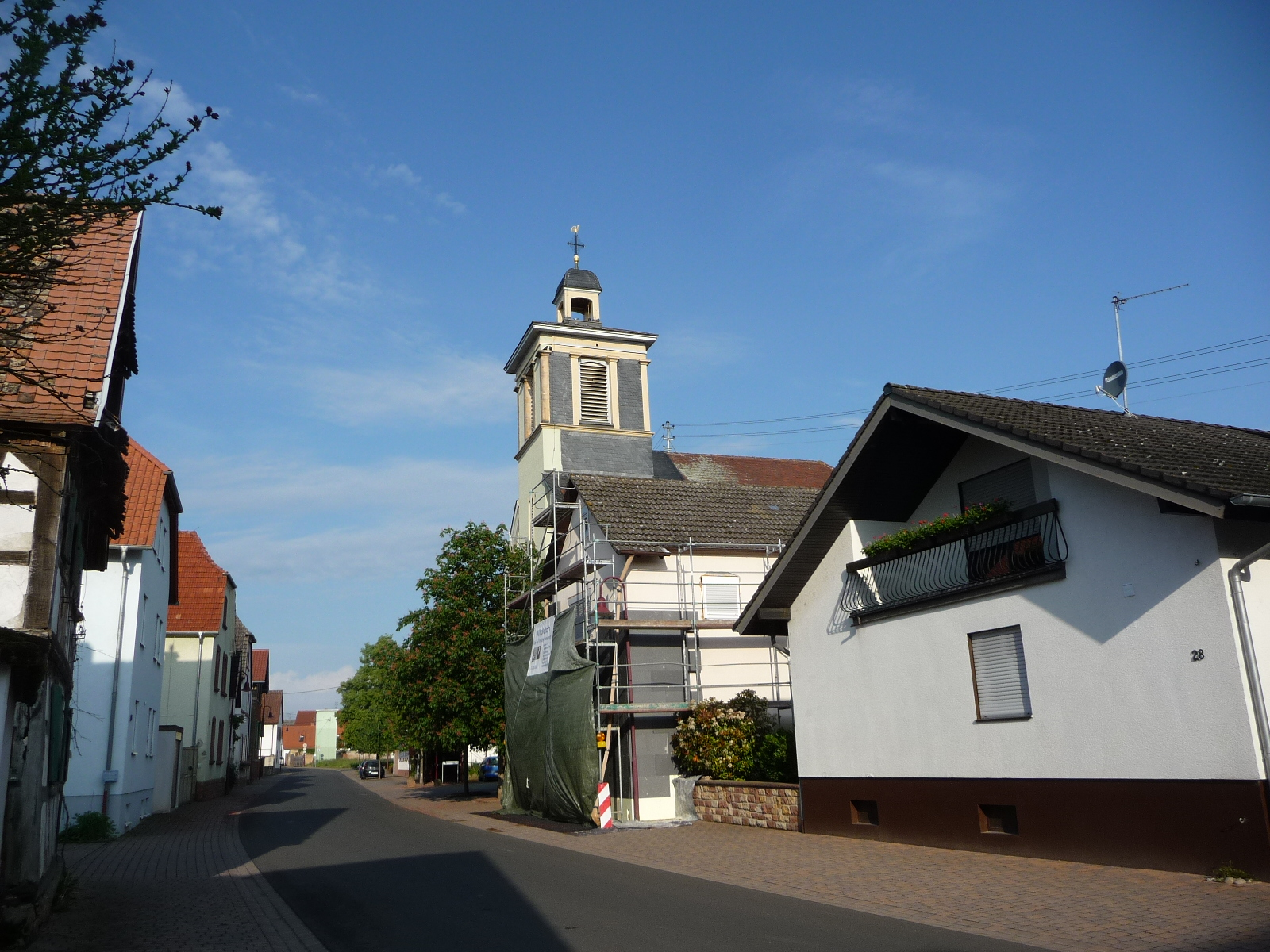
Kreisstraße 37 in Böbingen

Durch den Norden der Gemarkung verläuft in West-Ost-Richtung die Kreisstraße 6. Mitten durch den Ort verläuft die Kreisstraße 37. Die Kreisstraße 36 bildet zwischen diesen beiden eine Querverbindung.
Nächstgelegener Bahnhof ist Edenkoben an der Bahnstrecke Neustadt an der Weinstraße–Wissembourg. Parallel zur Bahnlinie verläuft die Bundesautobahn 65 (Ludwigshafen–Neustadt–Landau–Karlsruhe), deren Anschlussstelle 14 (Edenkoben) 6 km entfernt ist. Die Bundesstraßen 39 nördlich und 272 südlich ermöglichen Verbindungen zu Mittelzentren wie Speyer oder Landau.

### Bildung
Im Südwesten der Gemarkung abseits des Siedlungsgebiets an der Grenze zu Altdorf befindet sich eine Grundschule.

### Tourismus
Auf der Gemarkung der östlichen Waldexklave befindet sich das Naturfreundehaus Sauermilchtälchen. Der mit einem roten Kreuz markierte Fernwanderweg Franken-Hessen-Kurpfalz verläuft durch den Süden der Gemarkung sowie durch die östliche Exklave im Pfälzerwald.

## Persönlichkeiten

### Ehrenbürger
- Leopold Reitz (1889–1972), Lehrer, Schriftsteller, Heimatdichter
- Erwin Renner, Altbürgermeister
- Gerhard Pulg, Altbürgermeister, Ehrenbürger seit 5. Dezember 2018
- Bertold Renner (1937–2019), Bürgermeister von 1974 bis 1989, Ehrenbürger seit 5. Dezember 2018

### Söhne und Töchter der Gemeinde
- Leopold Reitz
- Leopold Damian (1895–1971), Politiker (NSDAP)